# Hallonvårvecklare
Hallonvårvecklare (Acleris rufana) är en fjärilsart som först beskrevs av Michael Denis och Ignaz Schiffermüller 1775.  Hallonvårvecklare ingår i släktet Acleris, och familjen vecklare. Arten är reproducerande i Sverige.

## Bildgalleri

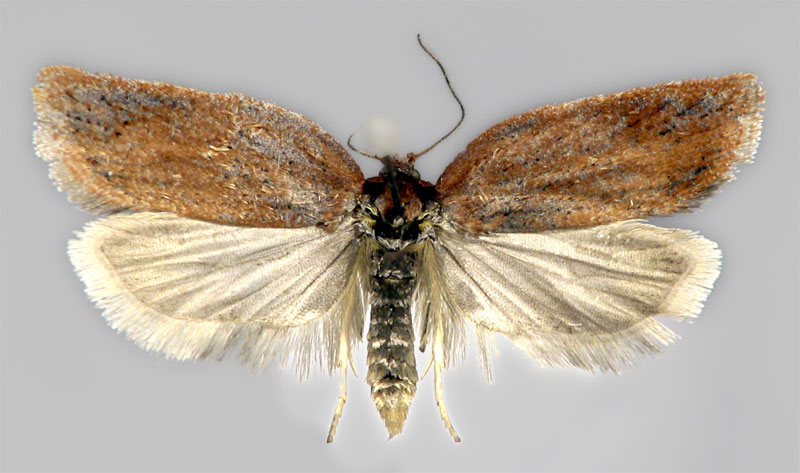